# Progressione del record italiano dei 100 metri piani maschili

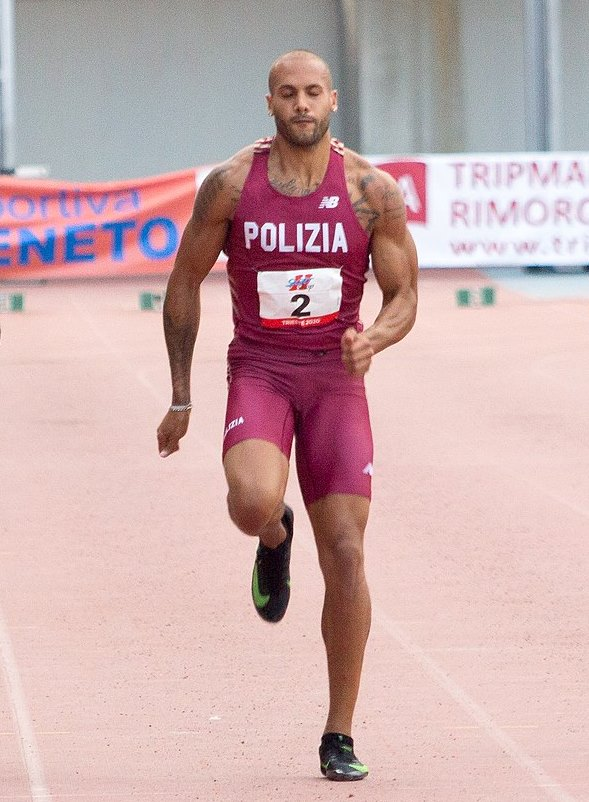
Marcell Jacobs, detentore del record italiano nei 100 metri piani dal maggio 2021.

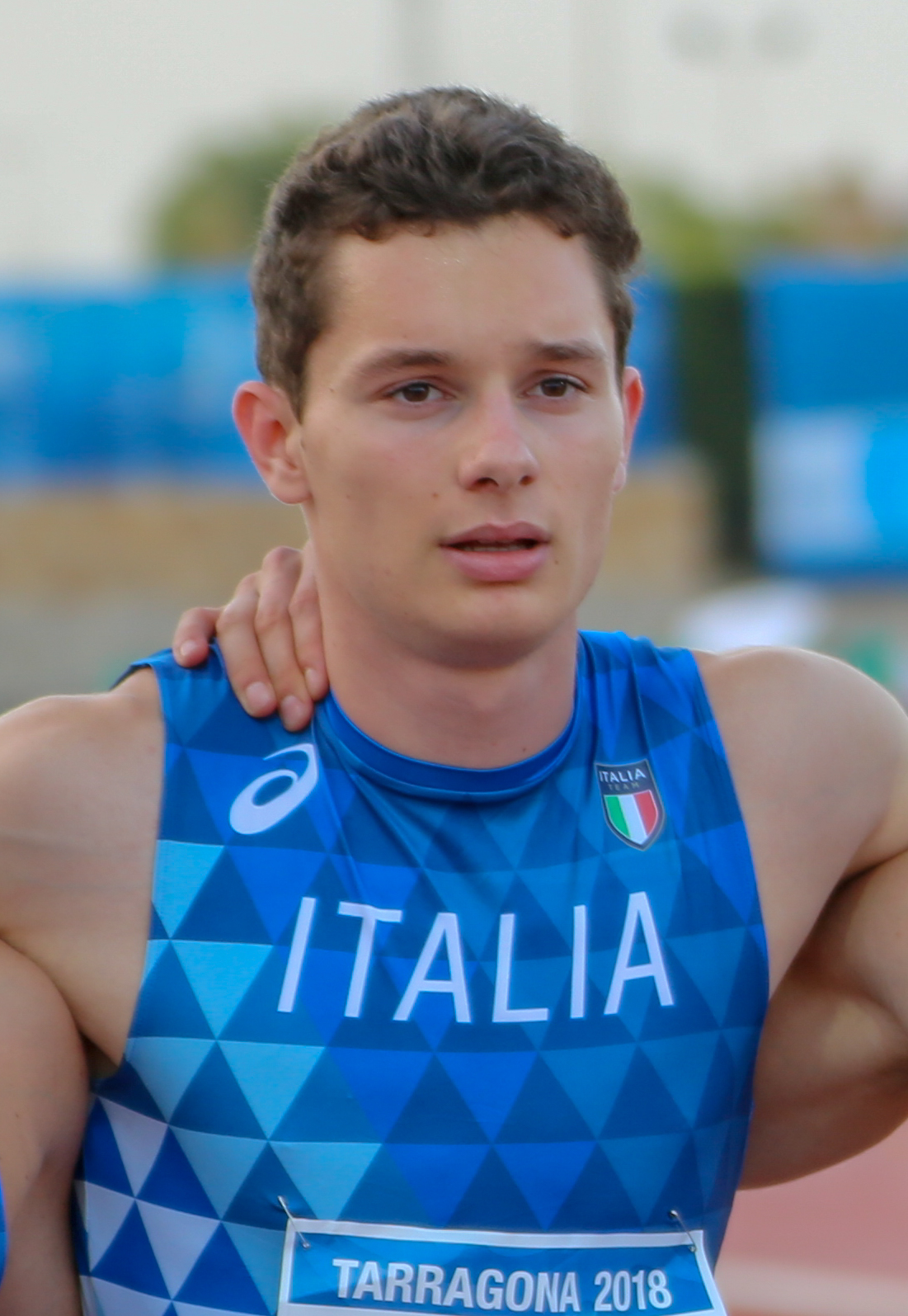
Filippo Tortu, primo italiano a scendere sotto il tempo di 10" nei 100 metri piani

La voce seguente illustra la progressione del record italiano dei 100 metri piani maschili di atletica leggera.
Il primo record italiano maschile su questa distanza venne ratificato il 24 gennaio 1897. Fino al 1975 sono stati ratificati record misurati con cronometraggio manuale; dal 1975 è entrato in scena il cronometraggio elettronico.

## Progressione

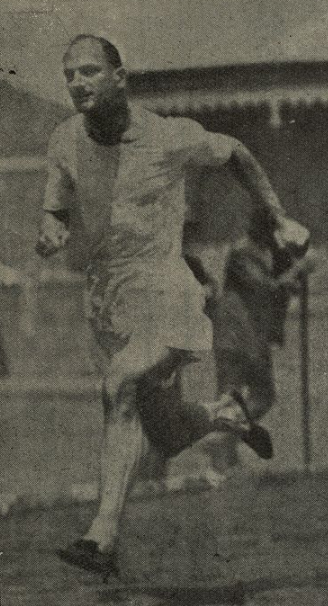
Franco Giongo, che eguagliò il record italiano nel 1909, 1910, 1911 e 1914

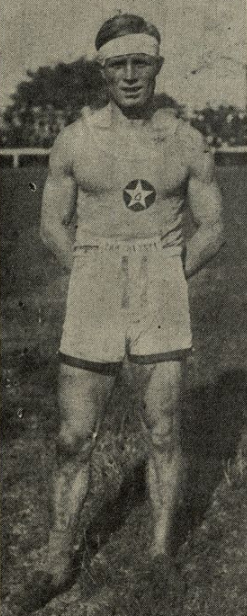
Vittorio Zucca, primatista italiano nel 1922

Edgardo Toetti, primatista italiano nel 1928

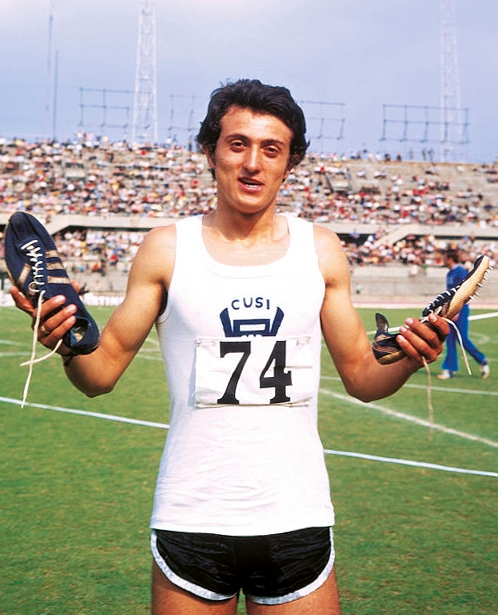
Pietro Mennea, detentore del record italiano fino al 2018

| Tempo                      | Vento (m/s) | Atleta                | Società                              | Luogo             | Data              | Note           |
| -------------------------- | ----------- | --------------------- | ------------------------------------ | ----------------- | ----------------- | -------------- |
| 12"0                       | nw          | Aldo Garbagni         | Achilleus Milano                     | Milano            | 24 gennaio 1897   |                |
| 12"0                       | nw          | Salvatore Tommasi     | Libertas Verona                      | Verona            | 7 marzo 1897      |                |
| 12"0                       | nw          | Ferruccio Salomon     |                                      | Milano            | 21 luglio 1897    |                |
| 11"4/5                     | nw          | Astro Ascari          |                                      | Modena            | 3 aprile 1898     |                |
| 11"1/5                     | nw          | Umberto Colombo       | Mediolanum                           | Milano            | 28 agosto 1898    |                |
| 11"0                       | nw          | Umberto Colombo       | Mediolanum                           | Milano            | 16 ottobre 1898   |                |
| 11"0                       | nw          | Umberto Colombo       | Mediolanum                           | Como              | 17 settembre 1899 |                |
| 11"0                       | nw          | Gaspare Torretta      | Mediolanum                           | Milano            | 24 maggio 1906    |                |
| 11"0                       | nw          | Umberto Barozzi       | Ginnastica e Scherma Novara          | Torino            | 30 settembre 1906 |                |
| 11"0                       | nw          | Umberto Barozzi       | Ginnastica e Scherma Novara          | Torino            | 30 settembre 1906 |                |
| 11"0                       | nw          | Umberto Barozzi       | Ginnastica e Scherma Novara          | Milano            | 31 marzo 1907     |                |
| 11"0                       | nw          | Umberto Barozzi       | Ginnastica e Scherma Novara          | Alessandria       | 28 giugno 1908    |                |
| 11"0                       | nw          | Guido Brignone        | Ginnastica e Scherma Novara          | Varese            | 5 settembre 1909  |                |
| 11"0                       | nw          | Franco Giongo         | Sport Club Italia Milano             | Pallanza          | 6 settembre 1909  |                |
| 11"0                       | nw          | Guido Brignone        | Ginnastica e Scherma Novara          | Laveno            | 19 settembre 1909 |                |
| 11"0                       | nw          | Franco Giongo         | Athletic Club Torino                 | Perugia           | 23 aprile 1910    |                |
| 11"0                       | nw          | Franco Giongo         | Athletic Club Torino                 | Milano            | 12 marzo 1911     |                |
| 11"0                       | nw          | Franco Giongo         | Athletic Club Torino                 | Bologna           | 3 settembre 1911  |                |
| 11"0                       | nw          | Giorgio Croci         | Pro Morivone                         | Milano            | 20 settembre 1913 |                |
| 11"0                       | nw          | Giorgio Croci         | Pro Morivone                         | Genova            | 19 ottobre 1913   |                |
| 11"0                       | nw          | Franco Giongo         | Virtus Atletica Bologna              | Roma              | 19 aprile 1914    |                |
| 11"0                       | nw          | Franco Giongo         | Virtus Atletica Bologna              | Milano            | 26 aprile 1914    |                |
| 11"0                       | nw          | Giuseppe Alberti      | Football Club Internazionale Milano  | Milano            | 26 aprile 1914    |                |
| 11"0                       | nw          | Franco Giongo         | Virtus Atletica Bologna              | Milano            | 26 aprile 1914    |                |
| 11"0                       | nw          | Filippo Baldwin       | Società Sportiva Italia Firenze      | Firenze           | 14 giugno 1914    |                |
| 11"0                       | nw          | Giuseppe Alberti      | Football Club Internazionale Milano  | Milano            | 14 giugno 1914    |                |
| 11"0                       | nw          | Arturo Nespoli        | Football Club Internazionale Milano  | Milano            | 14 giugno 1914    |                |
| 11"0                       | nw          | Giuseppe Alberti      | Football Club Internazionale Milano  | Milano            | 14 giugno 1914    |                |
| 11"0                       | nw          | Arturo Nespoli        | Football Club Internazionale Milano  | Milano            | 14 giugno 1914    |                |
| 11"0                       | nw          | Carlo Chiavelli       | Old Boys Basel                       | Basilea           | 5 luglio 1914     |                |
| 11"0                       | nw          | Franco Giongo         | Virtus Atletica Bologna              | Milano            | 26 settembre 1914 |                |
| 11"0                       | nw          | Filippo Baldwin       | Società Sportiva Italia Firenze      | Roma              | 5 dicembre 1915   |                |
| 11"0                       | nw          | Filippo Baldwin       | Società Sportiva Italia Firenze      | Firenze           | 30 aprile 1916    |                |
| 11"0                       | nw          | Giorgio Croci         | Sport Club Italia Milano             | Roma              | 24 marzo 1918     |                |
| 10"4/5                     | nw          | Giorgio Croci         | Sport Club Italia Milano             | Roma              | 24 marzo 1918     |                |
| 10"7                       | nw          | Vittorio Zucca        | Fascio Grion Pola                    | Pola              | 1 agosto 1922     |                |
| 10"7                       | nw          | Ruggero Maregatti     | Gruppo Sportivo Oratorio Milano      | Budapest          | 8 agosto 1926     |                |
| 10"3/5                     | nm          | Edgardo Toetti        | Sport Club Italia Milano             | Trieste           | 18 novembre 1928  |                |
| 10"3/5                     | nm          | Edgardo Toetti        | Sport Club Italia Milano             | Milano            | 9 maggio 1929     |                |
| 10"3/5                     | nm          | Edgardo Toetti        | Sport Club Italia Milano             | Milano            | 11 maggio 1930    |                |
| 10"3/5                     | nm          | Edgardo Toetti        | Sport Club Italia Milano             | Liegi             | 20 luglio 1930    |                |
| 10"3/5                     | nm          | Edgardo Toetti        | Sport Club Italia Milano             | Udine             | 27 luglio 1930    |                |
| 10"3/5                     | nm          | Ruggero Maregatti     | Associazione Sportiva Ambrosiana     | Roma              | 1º novembre 1930  |                |
| 10"3/5                     | nm          | Ruggero Maregatti     | Associazione Sportiva Ambrosiana     | Bergamo           | 27 settembre 1931 |                |
| 10"6                       | nw          | Orazio Mariani        | Sport Club Italia Milano             | Kassel            | 18 agosto 1936    |                |
| 10"6                       | nw          | Orazio Mariani        | Gruppo Sportivo Baracca Milano       | Bologna           | 5 giugno 1938     |                |
| 10"5                       | nw          | Orazio Mariani        | Gruppo Sportivo Baracca Milano       | Biella            | 16 giugno 1938    |                |
| 10"5                       | nw          | Orazio Mariani        | Gruppo Sportivo Baracca Milano       | Torino            | 10 luglio 1938    |                |
| 10"5                       | nw          | Orazio Mariani        | Gruppo Sportivo Baracca Milano       | Firenze           | 20 agosto 1938    |                |
| 10"4                       | nw          | Orazio Mariani        | Gruppo Sportivo Baracca Milano       | Colombes          | 3 settembre 1938  |                |
| 10"4                       | nw          | Orazio Mariani        | Gruppo Sportivo Baracca Milano       | Milano            | 16 luglio 1939    |                |
| 10"4                       | nw          | Luigi Gnocchi         | Gruppo Sportivo Gallaratese          | Roma              | 29 settembre 1956 |                |
| 10"4                       | nw          | Franco Galbiati       | Associazione Amatori Atletica Genova | Roma              | 19 settembre 1956 |                |
| 10"4                       | nw          | Livio Berruti         | Lancia Torino                        | Roma              | 12 ottobre 1957   |                |
| 10"3                       | nw          | Livio Berruti         | Lancia Torino                        | Cuneo             | 31 agosto 1958    |                |
| 10"2                       | nw          | Livio Berruti         | Gruppo Sportivo Fiamme Oro           | Verona            | 26 maggio 1960    |                |
| 10"2                       | nw          | Pasquale Giannattasio | Gruppo Sportivo Fiamme Gialle        | Città del Messico | 15 ottobre 1967   | a              |
| 10"2                       | nw          | Pasquale Giannatasio  | Gruppo Sportivo Fiamme Gialle        | Città del Messico | 15 ottobre 1967   | a              |
| 10"2                       | nw          | Ennio Preatoni        | Lilion SNIA Milano                   | Madrid            | 30 maggio 1970    |                |
| 10"2                       | nw          | Pietro Mennea         | Avis Barletta                        | Cava dei Tirreni  | 28 agosto 1971    |                |
| 10"2                       | nw          | Pietro Mennea         | Avis Barletta                        | Molfetta          | 21 maggio 1972    |                |
| 10"0                       | 0,0         | Pietro Mennea         | Avis Barletta                        | Milano            | 16 giugno 1972    | Record europeo |
| 10"0                       | -0,4        | Pietro Mennea         | Alco Rieti                           | Palermo           | 1º settembre 1975 |                |
| Cronometraggio elettronico |             |                       |                                      |                   |                   |                |
| 10"20                      | 0,0         | Pietro Mennea         | Alco Rieti                           | Torino            | 12 luglio 1975    |                |
| 10"19                      | 0,0         | Pietro Mennea         | Fiat Iveco Torino                    | Praga             | 29 agosto 1978    |                |
| 10"15                      | +1,3        | Pietro Mennea         | Fiat Iveco Torino                    | Torino            | 4 agosto 1979     |                |
| 10"01                      | +0,9        | Pietro Mennea         | Fiat Iveco Torino                    | Città del Messico | 4 settembre 1979  | a              |
| 9"99                       | +0,2        | Filippo Tortu         | Gruppo Sportivo Fiamme Gialle        | Madrid            | 22 giugno 2018    |                |
| 9"95                       | +1,5        | Marcell Jacobs        | Gruppo Sportivo Fiamme Oro           | Savona            | 13 maggio 2021    |                |
| 9"94                       | +0,1        | Marcell Jacobs        | Gruppo Sportivo Fiamme Oro           | Tokyo             | 31 luglio 2021    |                |
| 9"84                       | +0,9        | Marcell Jacobs        | Gruppo Sportivo Fiamme Oro           | Tokyo             | 1º agosto 2021    | Record europeo |
| 9"80                       | +0,1        | Marcell Jacobs        | Gruppo Sportivo Fiamme Oro           | Tokyo             | 1º agosto 2021    | Record europeo |